# 범죄자 프로파일링
범죄심리분석(犯罪心理分析) 또는 범죄자 프로파일링(영어: offender profiling, criminal profiling)은 심리학, 사회학, 범죄학 등을 이용하여 범죄자의 심리 및 행동 등을 분석하고 그 결과를 바탕으로 범인상(像) 추정, 범죄유형 분류, 피의자 신문 전략 수립을 지원하는 과학적 수사 기법을 말한다.
프로파일러는 강력범죄가 급증하고, 증거를 남기지 않는 지능형 흉악범이 많아지면서 프로파일러에 대한 수요가 꾸준히 늘고 있어 프로파일러라는 직업에 대한 관심이 많아지고 있다.

## 관련학과
- 범죄심리학과
- 경찰행정학과

## 범죄심리학자
- 표창원
- 이수정
- 권일용
- 박지선

## 범죄자 프로파일링을 소재로 하는 TV 프로그램
- 악의 마음을 읽는 자들 (SBS 금토 드라마 - 2022년 상반기 방영작)
- 미남당 (KBS 2TV 월화 드라마 - 2022년 하반기 방영작)

## 같이 보기
- 심리학
- 심리치료
- 심리치료사
- 임상심리사
- 기기 지문

## 관련 기사
- “죽은 자도 말을 한다” 범죄심리학자 표창원 《인터뷰365》2008-08-20
- '국내 1호' 프로파일러 권일용 경감 "인터뷰한 범죄자만 1000명 넘죠" 《조선일보》2016-05-31